# Parc national de Færder
Le parc national de Færder (norvégien : Færder nasjonalpark) est un parc national norvégien situé dans les communes de Nøtterøy et Tjøme dans le comté du Vestfold. C'est principalement un parc marin, qui inclut des îles comme Kløvningen, et des zones côtières. À l'est, le parc national borde le parc national d'Ytre Hvaler.

## Description
Le parc de Færder couvre une superficie de 340 km2, dont 325 km2 de zones marines et 15 km2 de zones terrestres. Le parc a été créé le 23 août 2013 après la dissolution de la zone de conservation du paysage Ormø–Færder créée en 2006.
Il comprend de grandes parties de l'archipel de Bolærne, ainsi que le phare de Færder et les ruines du phare de Store Færder avec ses bâtiments associés et protégés,,,.
Sandø, Bolærne , Østre Bustein et Moutmarka sont des zones importantes pour une flore végétale et une faune d'insectes diversifiées. 309 espèces inscrites sur la liste rouge ont été recensées dans le parc national, dont la Mélampyre à crête et le pavot jaune des sables.
Les îles Store Færder et Lille Færder et le phare protégé Færder sont situés dans le parc national. Il en va de même de Grevestuen sur Mellom Bolæren, l'un des plus anciens pavillons de chasse de Norvège. Les parties des îles habitées de Bjerkøy, Nordre Årøy et Søndre Årøy se trouvent aussi dans le parc national.
Dans le parc national de Færder, les fonds marins sont également protégés.
Le centre du parc national de Færder est le centre d'information du parc national de Færder sont situés à Verdens ende (le bout du monde), sur la pointe sud de l'île de Tjøme.

## Galerie

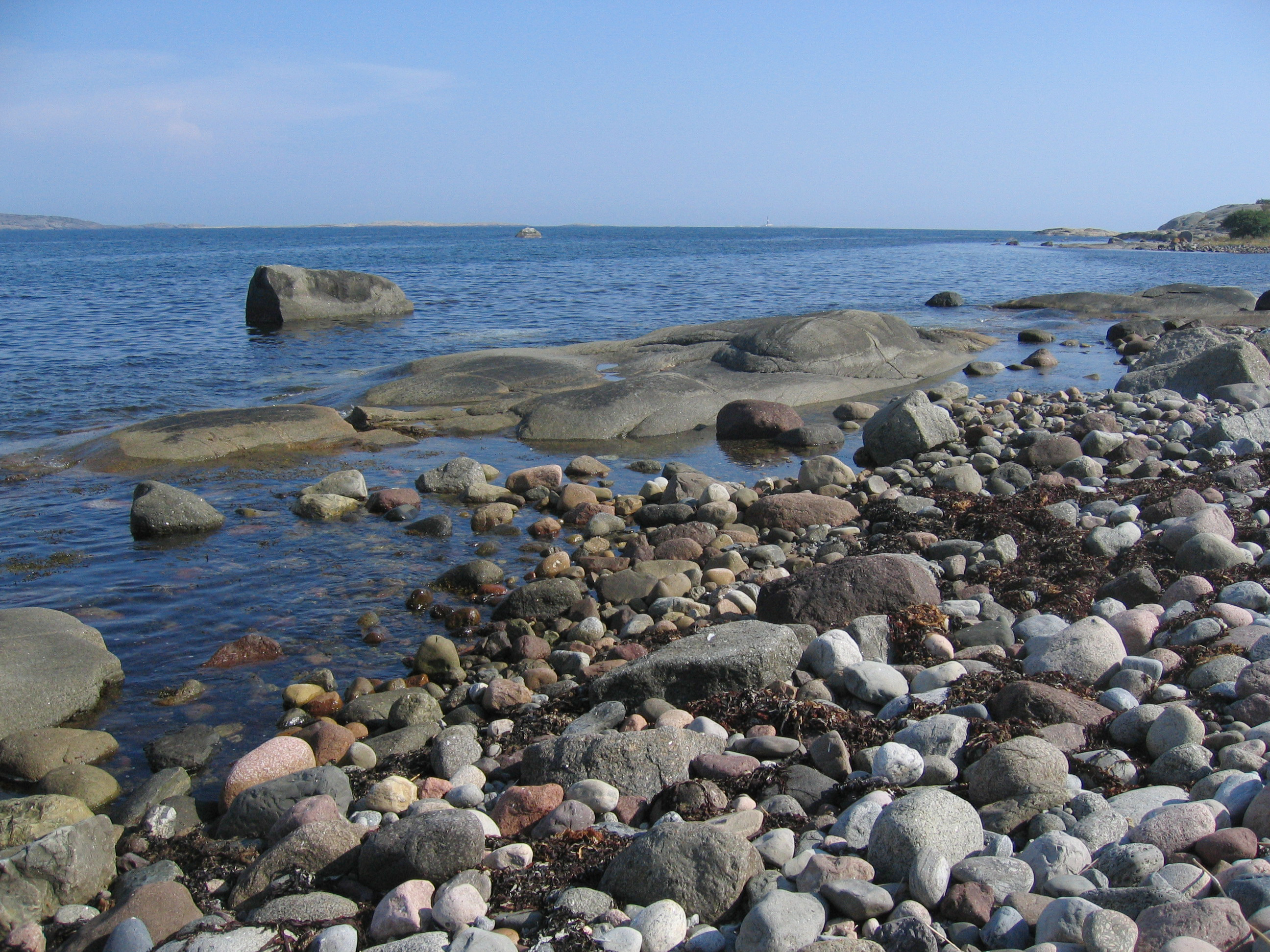
Côte rocheuse.
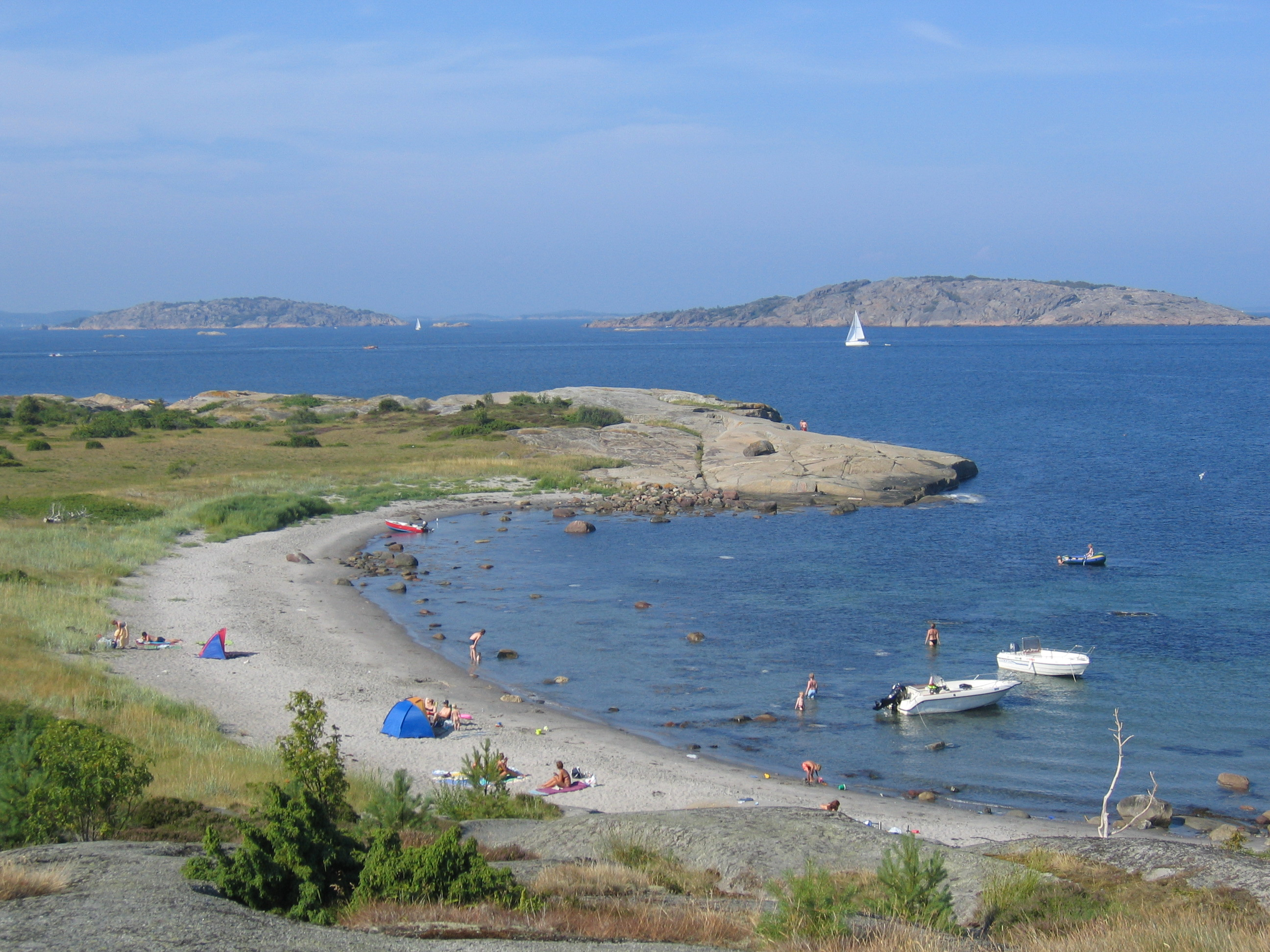
La côte et les îles.
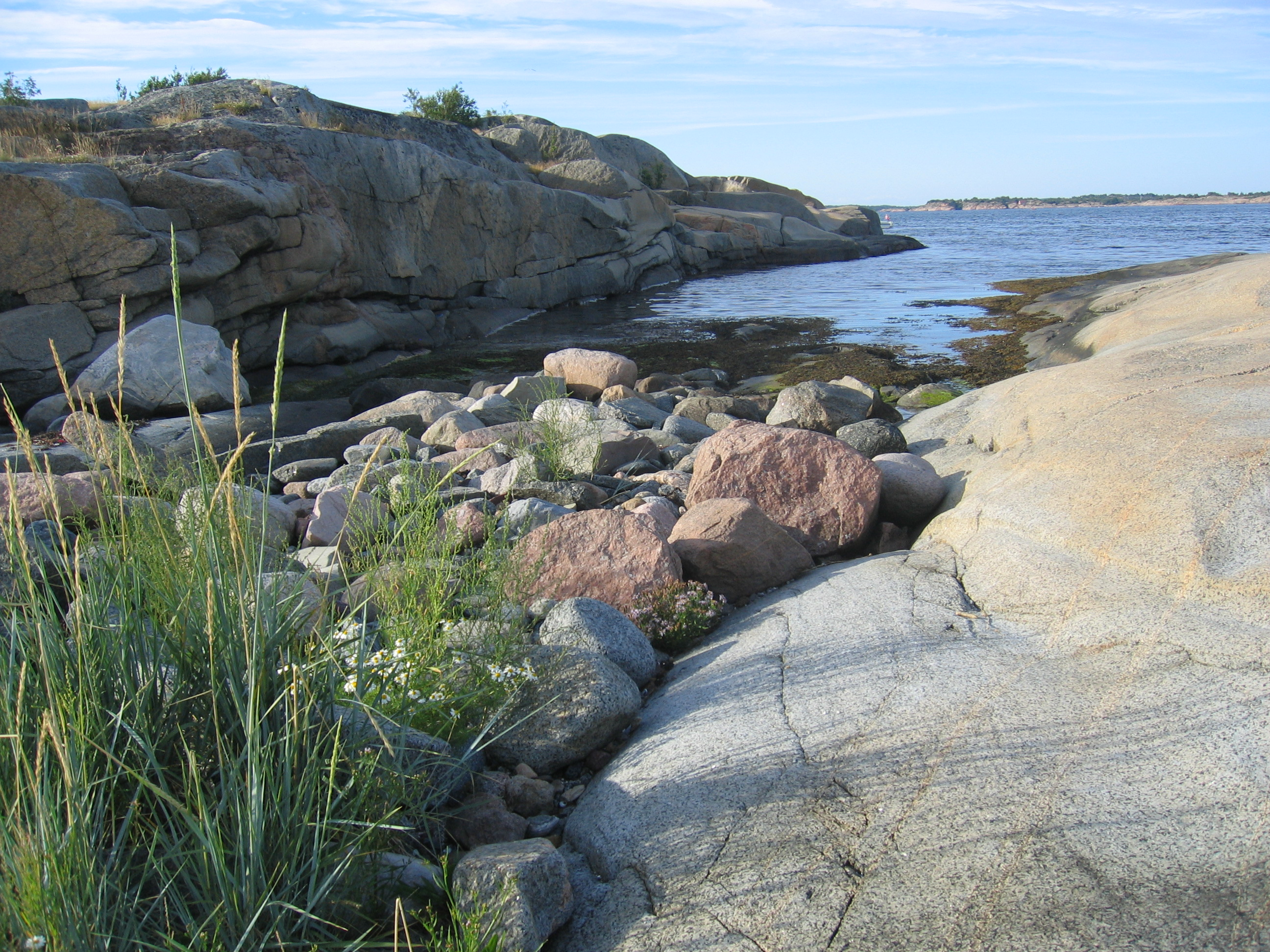
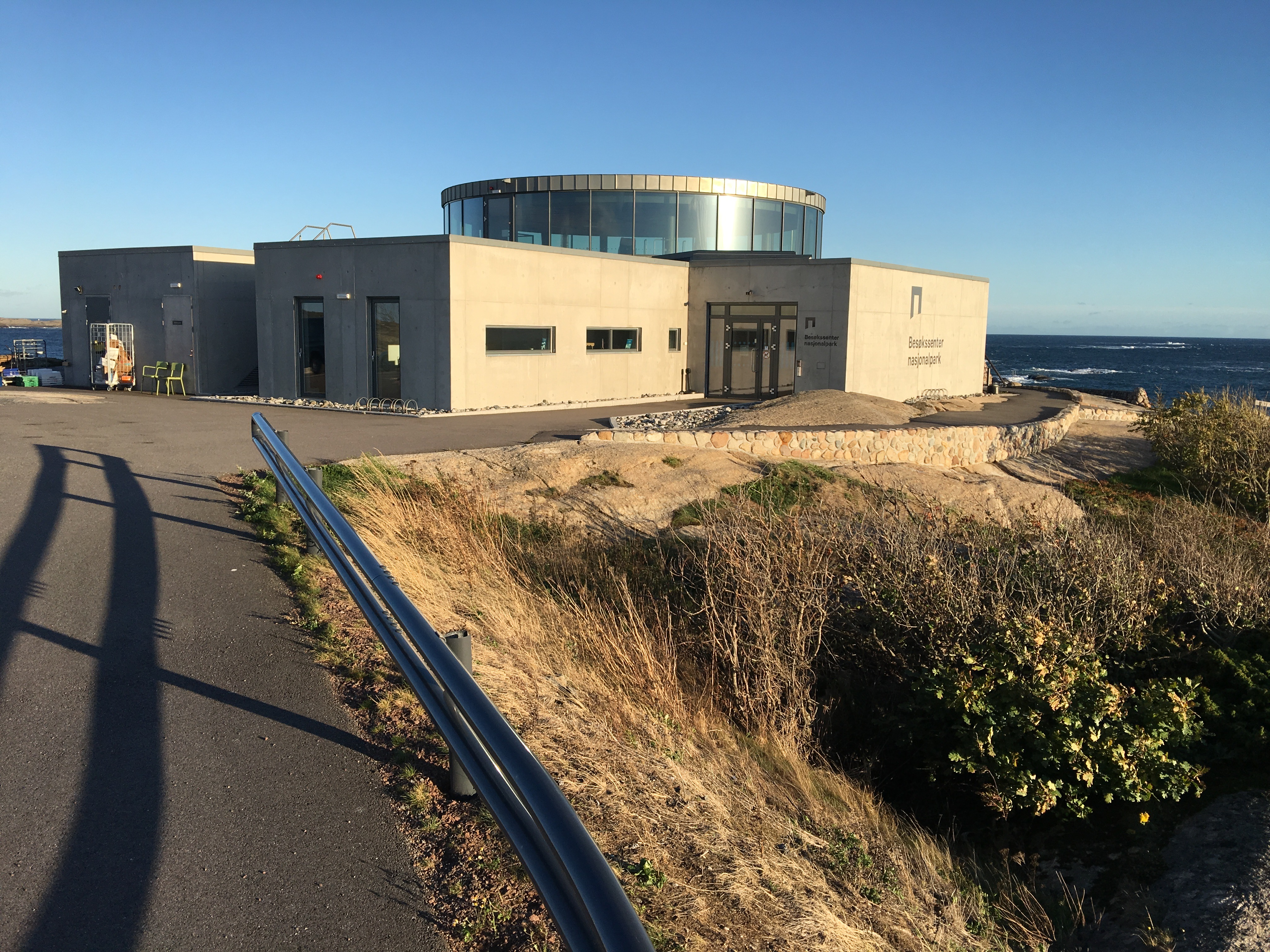
Centre d'accueil
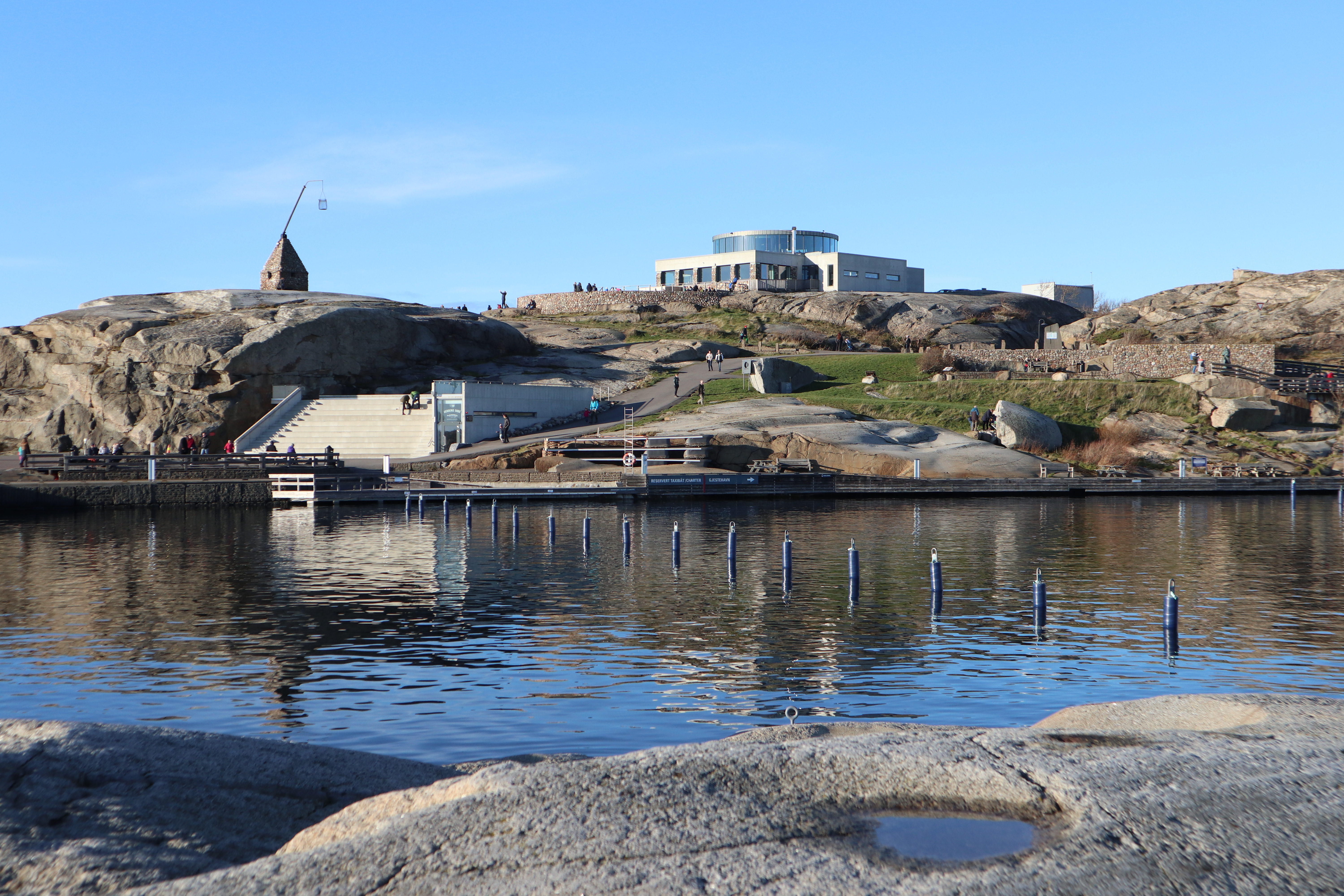
Verdens ende
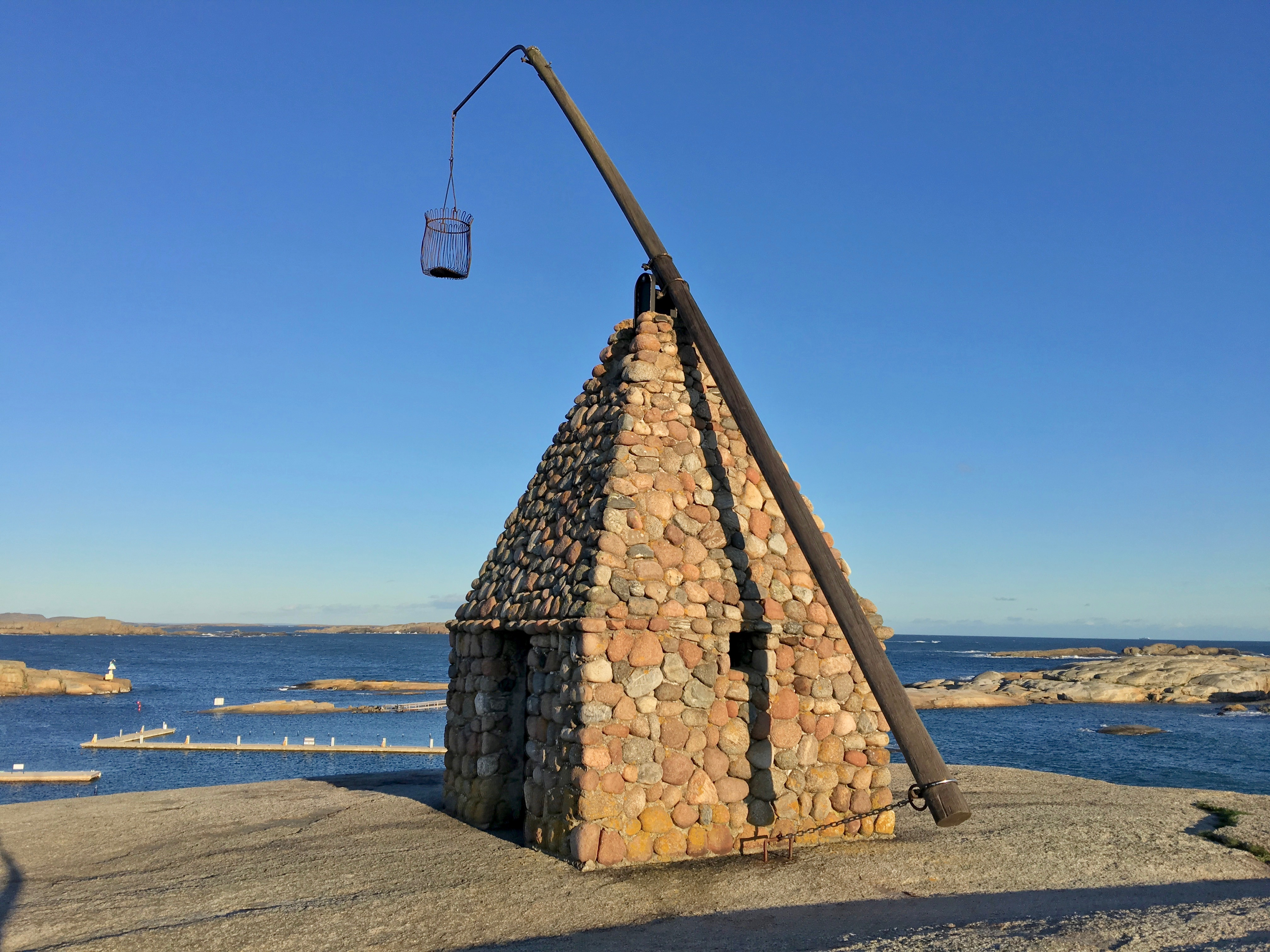
Réplique du phare à bascule